# Armáda unitářů
Armáda unitářů (Arabsky: جيش الموحدين‎, Jaysh al-Muwahhideen) známá také jako Jaysh al-Muwahhideen nebo Armáda Abu Ibrahima je ozbrojená skupina tvořená příslušníky syrské komunity Drúzů. Skupina působí především v syrském guvernorátu Suvajda, Dar'á a Damašek a dalších regionech s drúzskými komunitami od roku 2013. Vlastní vedení ji popisuje jako skupinu unitářských Drúzú, účastnících se obranného džihádu, ale také jako podporovatele syrského prezidenta Bašára Assada a jeho vlády. Armáda unitářů provádí rozsáhlé operace v Arabských horách (Jabal al-Arab, známé také jako Drúzské hory – Jabal ad-Druze), hornaté oblasti v okolí Suvajdy a v oblasti Jabal al-Sheikh u Damašku. Skupina byla zformována jako reakce na útoky proti Drúzským civilistům. Hnutí se hlásí k odkazu různých protikoloniálních osobností jako byl třeba Sultán al-Atrash (prominentní drúzský náčelník).